# 朗波
朗波（法語：Lempaut）是法国南部-比利牛斯大区 塔恩省的一个市镇，属于卡斯特尔区 皮伊洛朗县。该市镇2009年时的人口 为868人。

## 人口
朗波人口变化图示
| 数据来源：INSEE |